# Monardia monilicornis
Monardia monilicornis är en tvåvingeart som först beskrevs av Zetterstedt 1838.  Monardia monilicornis ingår i släktet Monardia och familjen gallmyggor. Arten är reproducerande i Sverige. Inga underarter finns listade i Catalogue of Life.